# Frankie Lane
Frank „Frankie“ Lane (* 20. Juli 1948 in Wallasey; † 19. Mai 2011 in Wirral) war ein englischer Fußballtorhüter. Aus der Nähe von Liverpool stammend, entwickelte er sich bei den Tranmere Rovers zu einem vielversprechenden Torhüter, bevor er nach seinem Wechsel zum FC Liverpool über die Reservistenrolle hinter Ray Clemence nicht hinauskam. Er absolvierte lediglich zwei Pflichtspiele für die „Reds“ und nach dem Abschied vom Verein 1975 klang seine Karriere im weiteren Verlauf der 1970er-Jahre leise aus.

## Sportlicher Werdegang
Lane stand bei dem kleinen Verein Stanley Arms zwischen den Pfosten, bevor er im August 1968 von den Tranmere Rovers – nur wenige Meilen südlich von seiner Geburtsstadt entfernt – verpflichtet wurde. Bei dem Drittligisten agierte er zunächst ausschließlich in der Reservemannschaft, bevor er in der Saison 1969/70 als vierte Wahl hinter Jim Cumbes, Eddie Roberts und Kevin Thomas plötzlich seine Bewährungschance erhielt. Nach seinem Profiligadebüt am 20. Dezember 1969 gegen Bournemouth & Boscombe Athletic (2:2) eroberte sich einen Stammplatz, den er bis Herbst 1971 verteidigte. Nach insgesamt 76 Meisterschaftsbegegnungen nutzte er die sich bietende Gelegenheit, zum ebenso nahe gelegenen Erstligisten FC Liverpool zu wechseln.
In der Mannschaft von Bill Shankly diente Lane als Ersatz hinter der „Nummer 1“ Ray Clemence und erst als dieser sich verletzte, erhielt er am 2. September 1972 gegen Derby County seine erste Bewährungschance. Die Partie endete mit einer 1:2-Niederlage und Lane sah beim letzten Treffer von Alan Hinton in der 87. Minute unglücklich aus, als er Hintons Flanke zwar abfing, dann aber mit dem Ball einen Schritt zurück ins eigene Tor machte. Drei Tage später blieb er während des Ligapokalspiels gegen Carlisle United (1:1) ohne Fehler, aber dieser Einsatz sollte sein letzter in Liverpool bleiben. Es folgte eine lange Phase in der Reservemannschaft und darüber hinaus fand er sich nur in Europapokalspielen auf der Ersatzbank wieder – dazu zählten die beiden Finalspiele im UEFA-Pokal gegen Borussia Mönchengladbach, die mit dem Titelgewinn endeten. Im Juli 1975 heuerte er letztlich beim Zweitligisten Notts County an.
Der gewünschte Entwicklungsschritt blieb für Lane jedoch auch in Nottingham aus, denn den nordirischen Stammkeeper Eric McManus konnte er ebenso wenig verdrängen. Am Ende absolvierte er in der Saison 1975/76 gerade einmal zwei Ligaspiele und so verabschiedete er sich bald vom Traum des Profifußballers. Bei kleinen (semiprofessionellen) Vereinen wie Kettering Town und Bedford Town ließ er fortan „jenseits der großen Bühne“ seine aktive Karriere ausklingen. Mit Kettering Town erreichte er 1979 das Finale der FA Trophy und verlor dort mit 0:2 gegen die Stafford Rangers.
Lane verstarb nach kurzer Krankheit am 19. Mai 2011 im Alter von nur 62 Jahren.